# أسد الغابة في معرفة الصحابة
أُسْد الغابة في معرفة الصحابة ويعرف اختصارا بأُسْد الغابة هو كتاب ألفه ابن الأثير حاول فيه استقصاء جميع الصحابة (أي من صحبوا النبي محمد ﷺ) وتراجمهم، ويذكر المؤلف في مقدمة الكتاب عزمه استيعاب أربعة أعمال أساسية من كتب «الصحابة» التي أُلّفت قبله، وهي أعمال أبو عبد الله بن منده وأبو نعيم أحمد بن عبد الله (ووصفهما بالحافظين) وأبو عمر بن عبد البر القرطبي (وصفه بالإمام)، وأبو موسى محمد بن أبي بكر بن أبي عيسى الأصفهاني مكملاً على عمل ابن منده بالإضافة إلى آخرين يذكر منهم أبو علي الغساني. وقال عن أبي عمر بن عبد البر (ويقول أنه أضاف ما شذ عن السابقين واستدرك)، ويشير كثيرًا إلى مصادره في متن كتابه. يحتوي على 7554 ترجمة.
ذكر ابن الأثير باقي المصادر التي اعتمد عليها فقال: "وزدت أنا طائفة من الصحابة، الذين نزلوا حمص، من: (تاريخ دمشق)، ومن (مسند أحمد)، ومن (حواشي الاستيعاب)، ومن (طبقات سعد) خصوصا النساء، ومن (شعراء الصحابة)، الذين دونهم: ابن سيد الناس. فأظن أن من في كتابي: يبلغون ثمانية آلاف نفس، وأكثرهم لا يعرفون.
اختصر هذا الكتاب من العلماء الشيخ، الفقيه، بدر الدين محمّد بن أبي زكريا يحيى القدسي الحنفي، الواعظ. واختصره أيضا سديد الدين أبو عبد الله محمّد بن محمّد بن الرشيد بن عليّ الكاشغري الحنفي المتوفّى سنة 705هـ/ 1305م واختصره أيضا شمس الدين الذهبي (673- 748هـ/ / 1274- 1348م) واسم هذا المختصر (تجريد أسماء الصحابة).